# Ned Lamont
Edward Miner Lamont Jr. (* 3. ledna 1954 Washington, D.C.) je americký politik a člen Demokratické strany, od ledna 2019 guvernér Connecticutu.
V roce 2006 kandidoval do amerického Senátu, ale nebyl zvolen. Na guvernéra pak poprvé kandidoval v roce 2010, ale opět nebyl zvolen.  Ve volbách v roce 2018 byl zvolen guvernérem, když porazil kandidáta Republikánské strany Boba Stefanowskiho. Stejného kandidáta pak porazil i ve volvách v roce 2022, čímž svou guvernérskou funkci obhájil. V prezidentských volbách v roce 2008 nejprve podporoval kandidáta Chrise Dodda, po jeho odstoupení z primárních voleb podpořil Baracka Obamu. 
Od roku 1983 je v ženatý, má tři děti.